# Ancien tramway de Nancy
Pour l'ancien trolleybus de Nancy (1982-1999), voir Ancien trolleybus de Nancy.
Pour l'ancien tramway sur pneu (2001-2023) voir Transport léger guidé de Nancy.
Pour le nouveau trolleybus de Nancy, voir Nouveau trolleybus de Nancy.
Pour le projet de nouveau tramway fer voir Tramway de Nancy.
L'ancien tramway de Nancy est un  réseau de tramway urbain (1874-1958) composé à son apogée de sept lignes. D'abord hippomobile, le réseau sera intégralement électrifié en 1903. Il desservait Nancy et sa banlieue, poussant jusqu'à Pompey, Pont-Saint-Vincent et Dombasle, ces deux derniers terminus étant exploités jusqu'en 1919 par une compagnie annexe, la Compagnie des tramways suburbains.

## Histoire

### Avant 1874
Comme dans toutes les villes françaises, l'idée de transports en commun urbains est inconnue à Nancy. Seules existent quelques diligences qui permettent au public aisé de se déplacer entre les principales villes de la région.
« Les villages et bourgades de la Meurthe et des départements voisins ne sont reliés à Nancy que par des voitures qui ne permettent pas ordinairement de faire l'aller et le retour dans la même journée. Ces voitures transportent aussi des paquets et marchandises ; chacune d'elles s'arrête dans une auberge à laquelle elle procure ainsi une clientèle régulière ».
À cette époque, des liaisons existent, à raison de :
- 6 départs journaliers vers St-Nicolas,
- 3 vers Paris, Lunéville, Strasbourg ou Metz via Pont-à-Mousson,
- 2 vers Toul, Dijon, Mirecourt, Épinal, Dieuze via Château-Salins,
- 1 vers Colombey, Besançon, Bruxelles et Sedan,
- ainsi qu'un départ tous les deux jours vers Troyes, Colmar via St-Dié, Vézelise ou Nomeny.

Nancy étant une ville garnison très importante, on y trouvait, par exemple après l'occupation russe de 1814, nombre de « demi-soldes, ces faux retraités auréolés de gloire, vivant souvent dans la misère », certains travaillant comme employés de diligence.
En 1846 cependant, « il convient de [noter] les modestes services dits d'omnibus, qui reliaient l'un Nancy à Saint-Nicolas-de-Port, l'autre Malzéville à Saint-Nicolas ».
La décennie 1840-1850 a été très importante du point de vue du développement des transports. La loi Thiers, de 1836, sur les chemins vicinaux, donne aux communes des facilités pour consolider les chemins vicinaux et en construire de nouveaux. Les liaisons entre Nancy et les villages environnants sont ainsi grandement améliorées. La nationale 4, liant Paris à Nancy, subit d'importants aménagements, et Paris passe de 38 à 27 heures de distance de Nancy en 1848. Le cours de la Moselle est amendé entre Trèves et Nancy, et un important trafic de marchandises est possible entre ces deux villes, qui passe de 25 000 tonnes pour 1830 à 100 000 t en 1850. Le 17 juin 1852 enfin, la dernière écluse du canal de la Marne au Rhin, dont la construction a débuté en 1838, est inaugurée, tout comme la jonction Commercy—Nancy par voie ferroviaire, qui met fin à la liaison ferroviaire Paris—Strasbourg.
Cependant, dans la ville-même de Nancy, les trois moyens de transport principaux que sont la voie ferroviaire, la voie fluviale et la voie routière avaient chacun leur centre d'activité : la gare se trouve à l'ouest de la ville, le canal passe à l'est, et les diligences partent des auberges et des hôtels dispersés au centre de la ville et dans les anciens faubourgs. Pour remédier à cet inconvénient, on voit apparaitre une nouvelle liaison omnibus, organisée par l'Hôtel de l'Europe, qui emmène vers la gare les voyageurs descendus des diligences, et réciproquement. Ce premier soupçon d'intermodalité date des environs de l'an 1870.
Après 1870 et l'annexion prussienne de l'Alsace-Lorraine , Nancy connaît un développement formidable. Sa population passe de 50 000 habitants en 1866 à 70 000 en 1881, 100 000 en 1901 et 120 000 en 1913. Cette augmentation, supérieure à celle de Paris notamment, peut s'expliquer par le développement de la sidérurgie en Lorraine, la concentration de troupes militaires sur la nouvelle frontière du Nord-Est, et le repliement des nombreux « Alsaciens-Lorrains » souhaitant demeurer français.
Face à ce développement plutôt inopiné et imprévu, la ville s'étend en superficie, et ce mouvement est même encouragé par la commune. Un rapport de la Commission Municipale des Logements Insalubres pour 1881-1882 déclare : « Il est préférable de voir la ville s'étendre au loin et disperser sur une vaste surface les nouvelles habitations ; ce ne serait qu'au détriment de la santé publique que les sections centrales pourraient, par l'augmentation du nombre des étages, abriter de nouveaux habitants. » Ce mouvement de dédensification n'est pas isolé. Paris, notamment, procède de même à cette époque.

### L'arrivée et le développement du tramway (1874-1899)

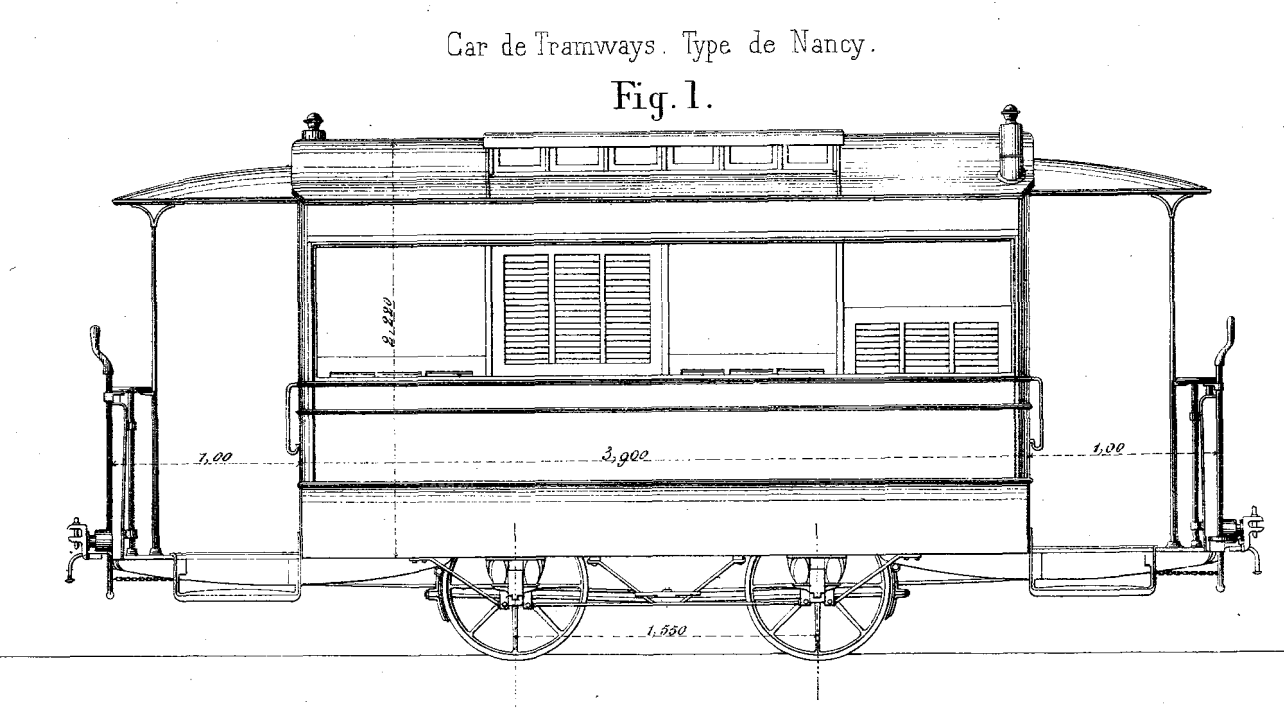
Voiture hippomobile du tramway de Nancy, vers 1880.

Le 23 mars 1874, un décret autorise l'entrepreneur bruxellois Frédéric de la Hault à créer une desserte par tramway à traction de chevaux.
Une ligne est créée entre Maxéville et Bonsecours sur une longueur de 5 km et inaugurée le 12 août 1874.
Monsieur de la Hault, déjà exploitant du réseau du Havre va ensuite développer ce mode de transport dans de nombreuses villes de France et d'Allemagne.

### La Compagnie générale française de tramways

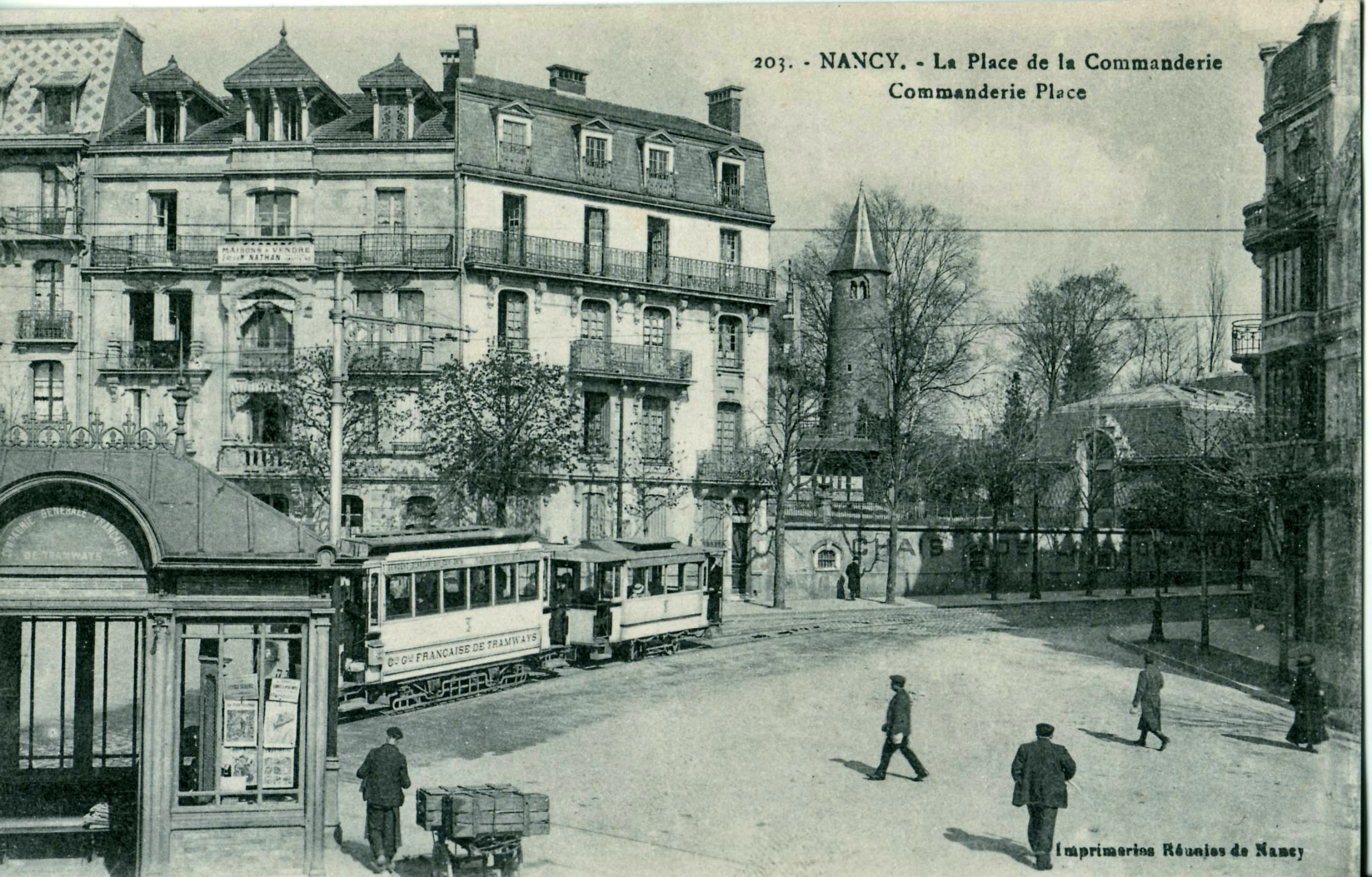
Tramway et abri aux voyageurs comportant la mention « Compagnie générale française de tramways » à la Commanderie.

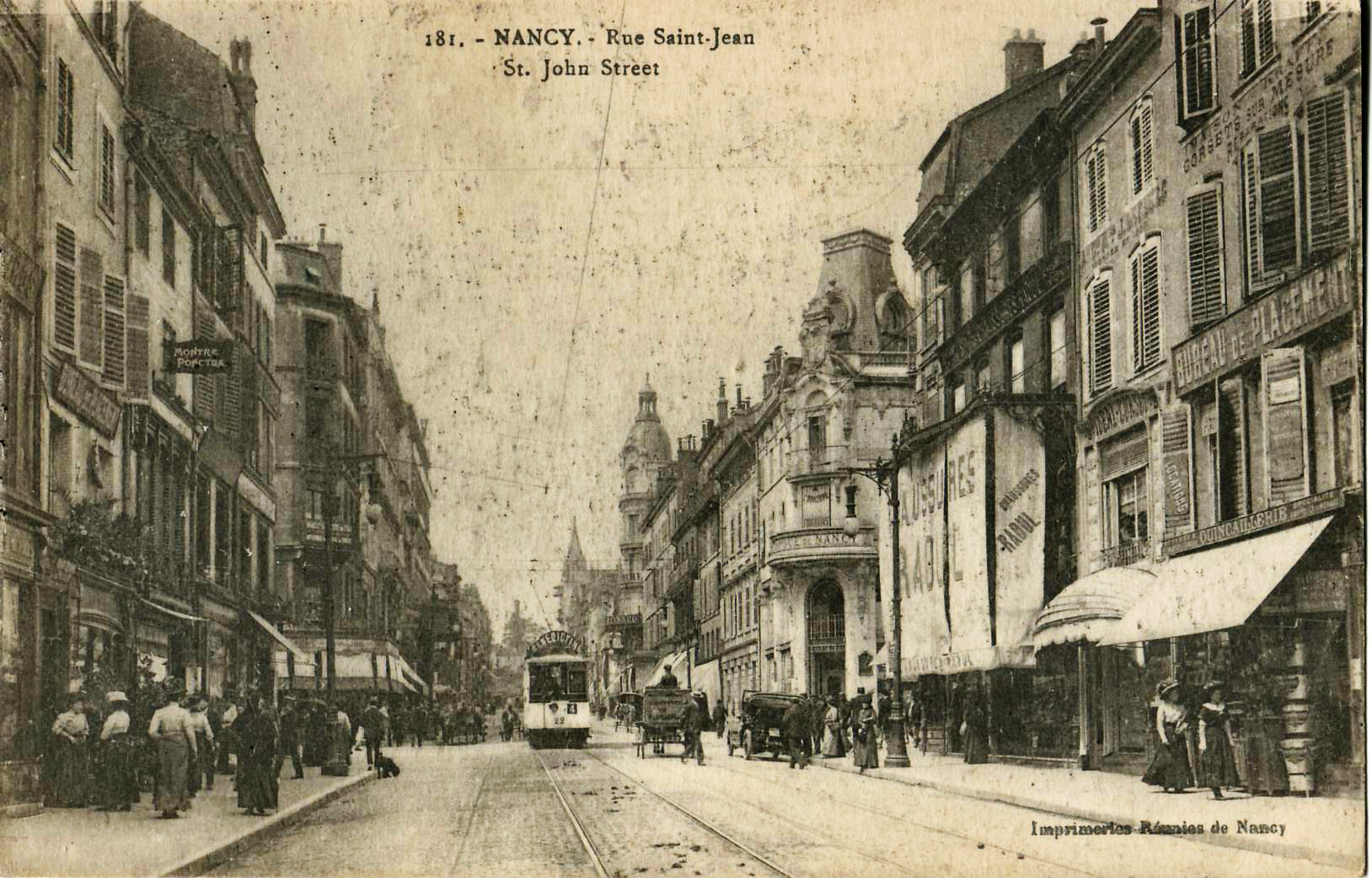
Tramway, rue Saint-Jean.

Le 8 décembre 1875, Monsieur de la Hault  s'associe avec la Banque française et italienne pour créer la Compagnie générale française de tramways (CGFT), à qui est rétrocédée en 1876 l'exploitation de la ligne nancéienne.
Le réseau s'étoffe après 1881, et un réseau relativement complet se dessine, réseau qui ne peut cependant pas desservir les  collines des alentours :
- Préville — Pont d'Essey, ouverte en 1881
- Malzéville —  Place Lobau, ouverte en 1894
- La Gare centrale - le Bon-Coin, (embranchement) ouvert en 1894

### Croissance du réseau (1899-1912)
Le réseau se développe durant cette période.

Carte animée de l'évolution des infrastructures ferroviaires de l'agglomération de Nancy, dont celle du tramway, de 1870 à nos jours.

#### Électrification

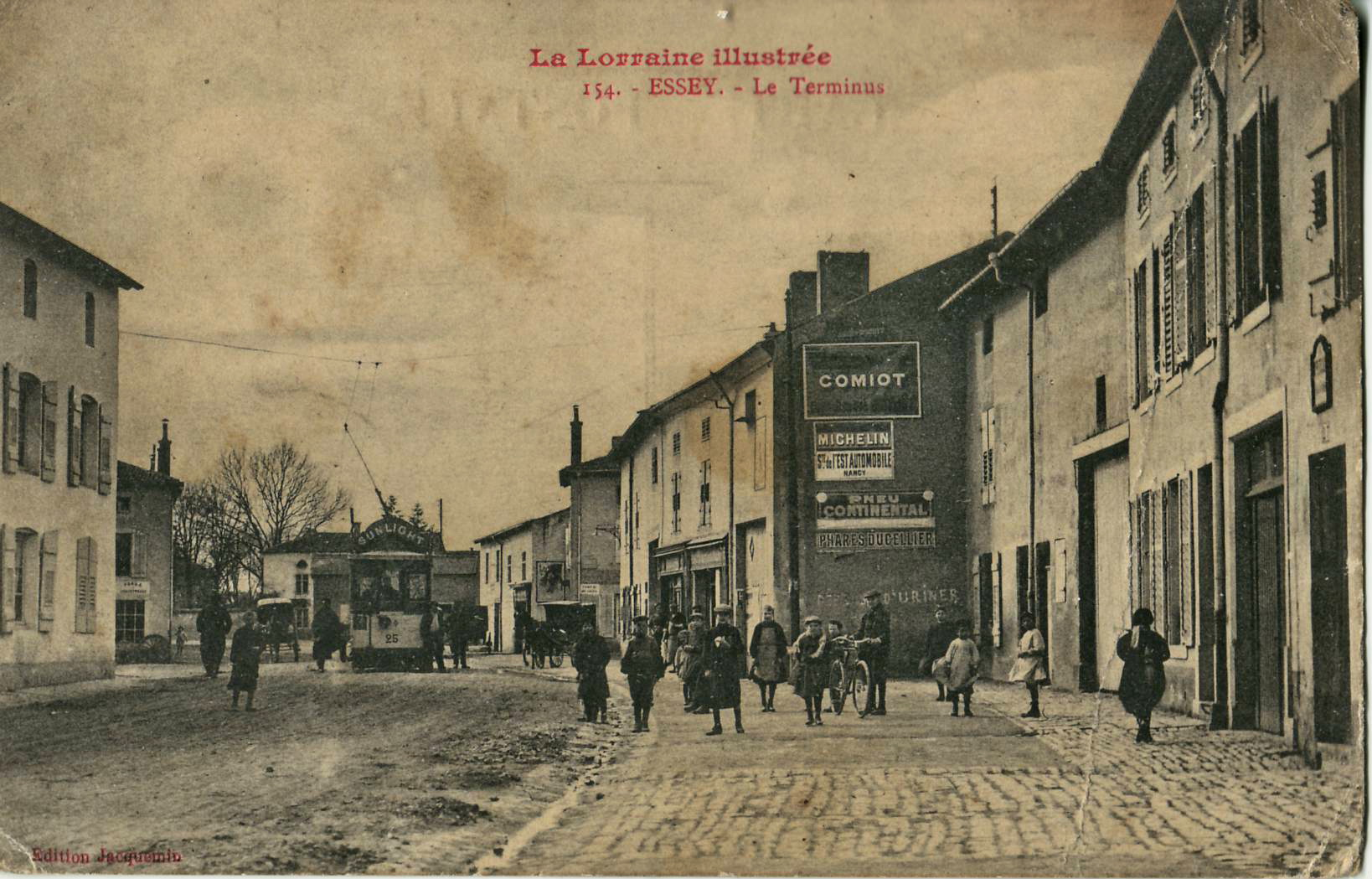
Tramway électrique au terminus d'Essey-lès-Nancy.

Un arrêté préfectoral du 27 juillet 1899 autorise, à titre provisoire, la circulation de tramways électriques sur trois lignes :
- Maxéville — Bonsecours ;
- Préville — Saint-Max ;
- Le Bon Coin — Place Lobau.

Les essais sont concluants et, le 5 octobre 1903, un décret permet l'électrification totale du réseau.
En 1907, les sept lignes existantes alors, sont exploitées à l'aide de tramways électriques et se prolongent dans la banlieue. Le centre du réseau, appelé « Point central », est situé au cœur de la ville, à l'intersection des rues Saint-Jean et Saint-Dizier.

#### Extension vers la banlieue

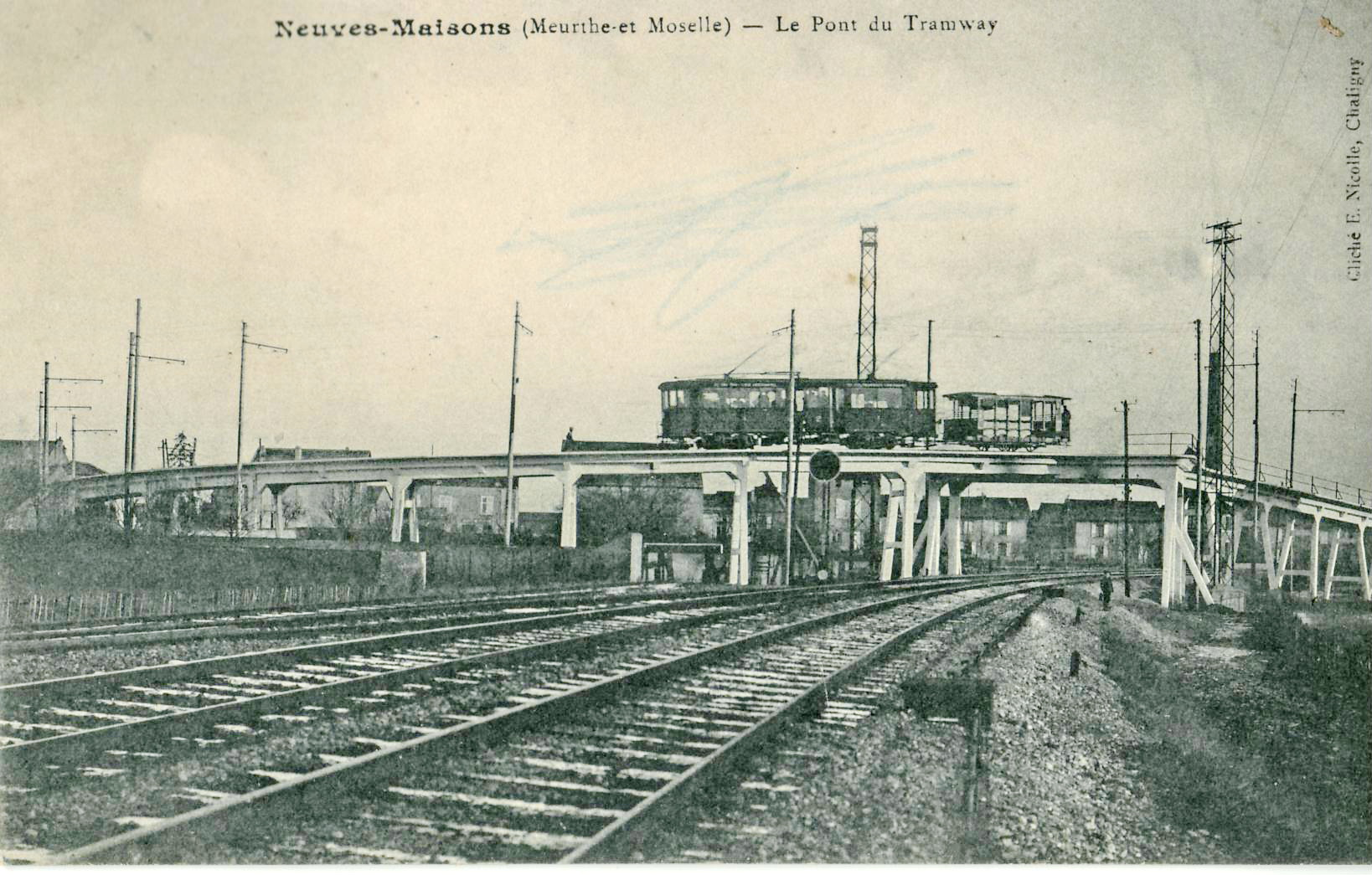
Tramway de la Compagnie des tramways suburbains à Neuves-Maisons, sur un ouvrage d'art franchissant les voies ferrées.

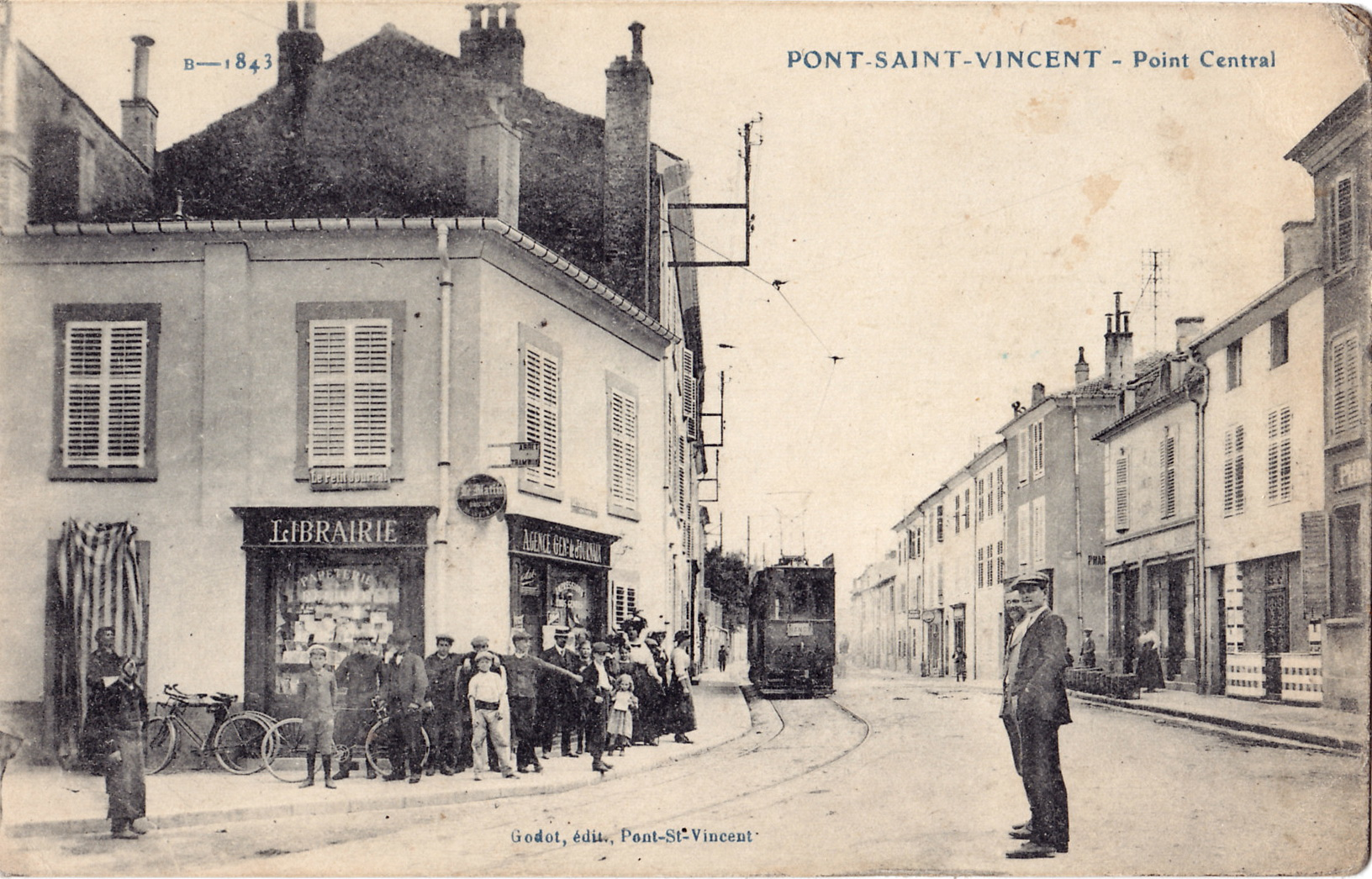
Tramway à Pont-Saint-Vincent.

Une première ligne suburbaine est ouverte en 1908, reliant la Place Carnot à Maxéville. Cette ligne, longue de 10 km, recevra le numéro 10. Elle sera prolongée jusqu'à Pompey en 1912.
Ce système est performant : les tramways atteignent une vitesse maximale de 20 km/h, ils circulent toutes les six minutes entre 7 h 30 et 20 h 30 ou 21 h 30 suivant la saison.
En parallèle, la Compagnie des tramways suburbains est fondée en 1908 pour créer et exploiter un réseau de tramways électriques suburbains au sud et à l'est de la ville. En 1910 ouvriront deux lignes, partant du Marché Central et desservant respectivement Dombasle-sur-Meurthe et Neuves-Maisons puis Pont-Saint-Vincent.
Le développement du réseau de transports en commun encouragé par la ville permet aux communes limitrophes de croître rapidement. Entre 1872 et 1911, la population des huit communes les plus proches de Nancy passe de 10 559 à 24 838 habitants.

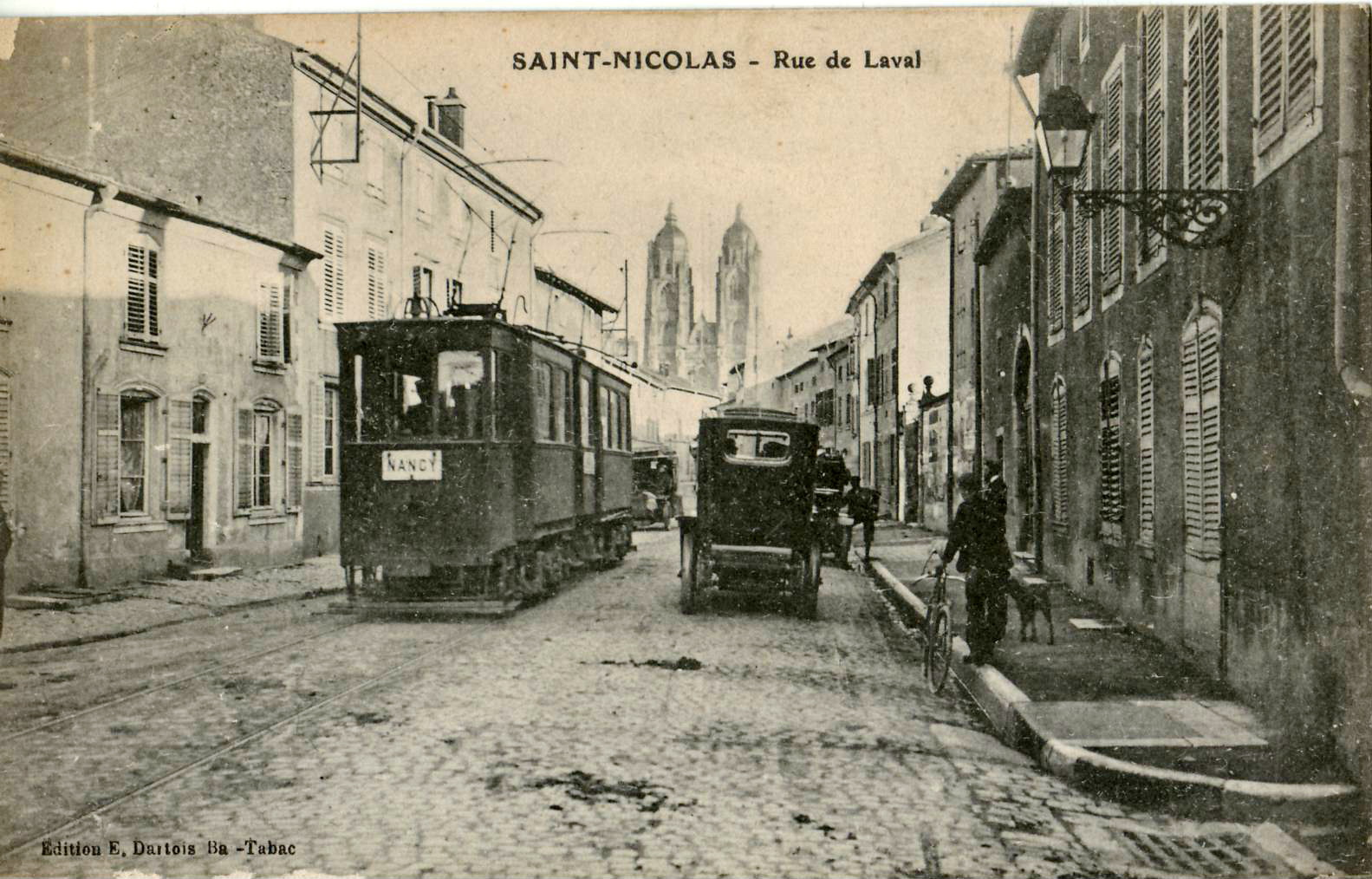
Tramway à Saint-Nicolas-de-Port.
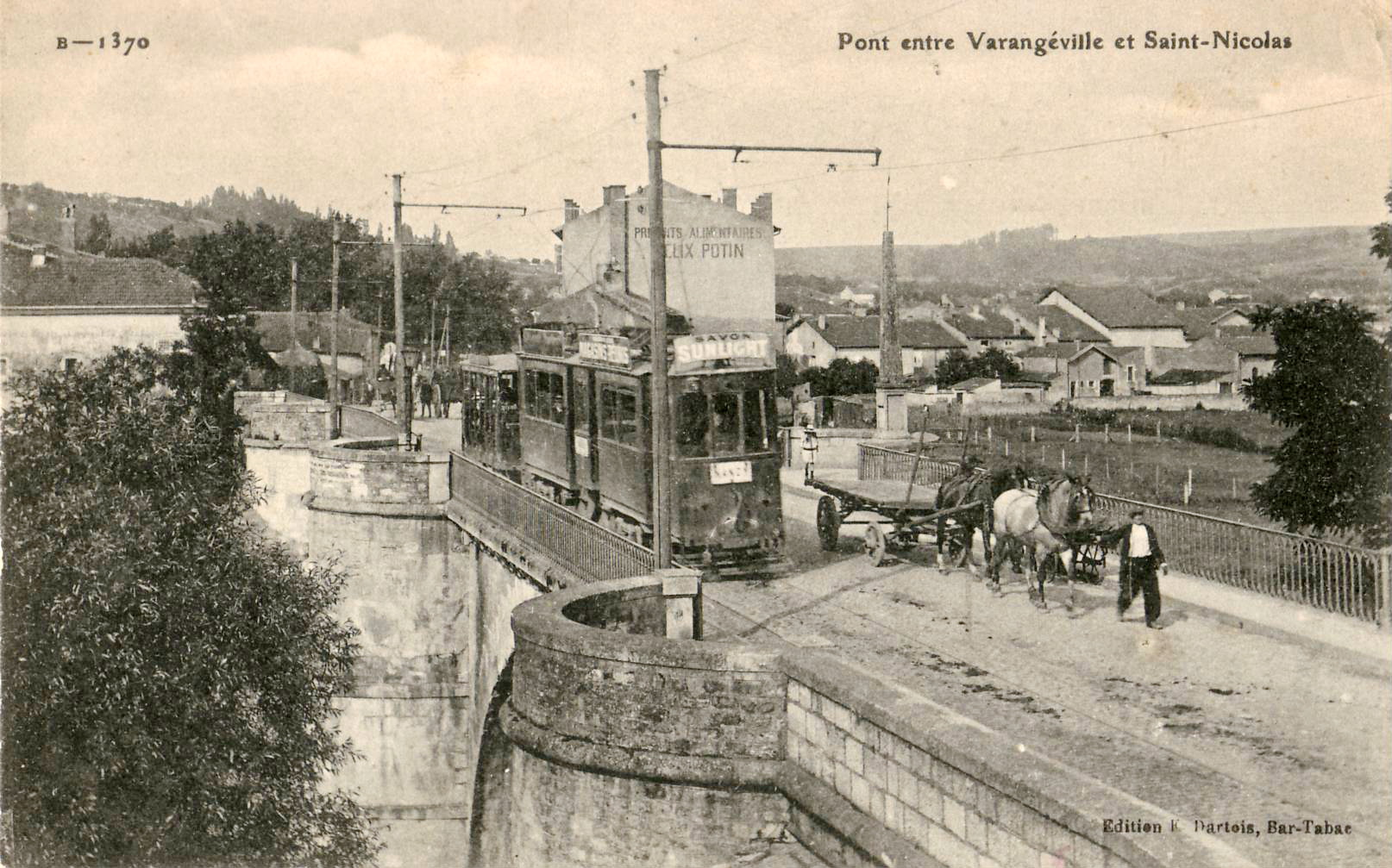
Tramway franchissant le pont sur la Meurthe entre Varangéville et Saint-Nicolas-de-Port.

### Apogée du réseau (1912-1935)

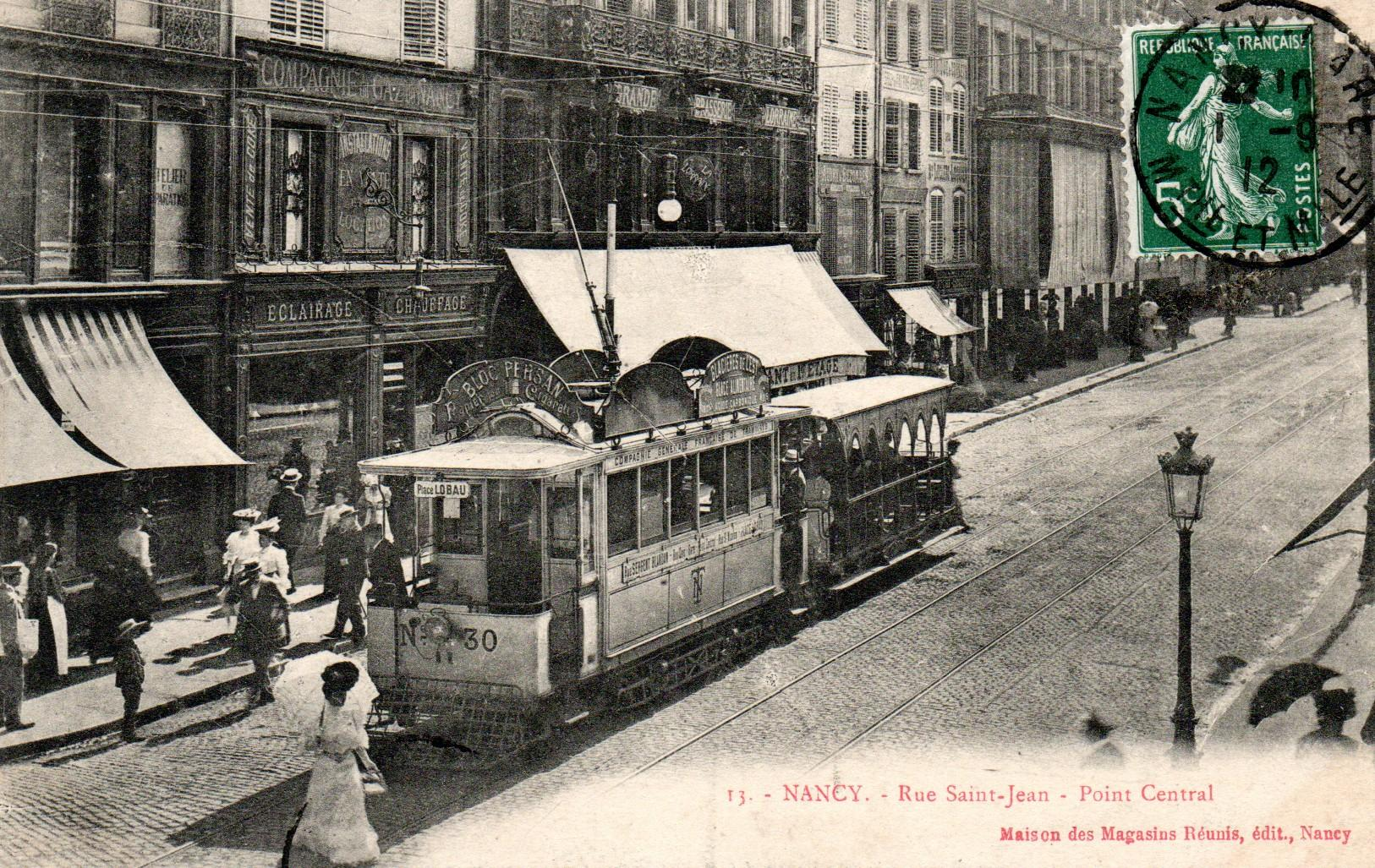
Tramway, rue Saint-Jean vers 1912.

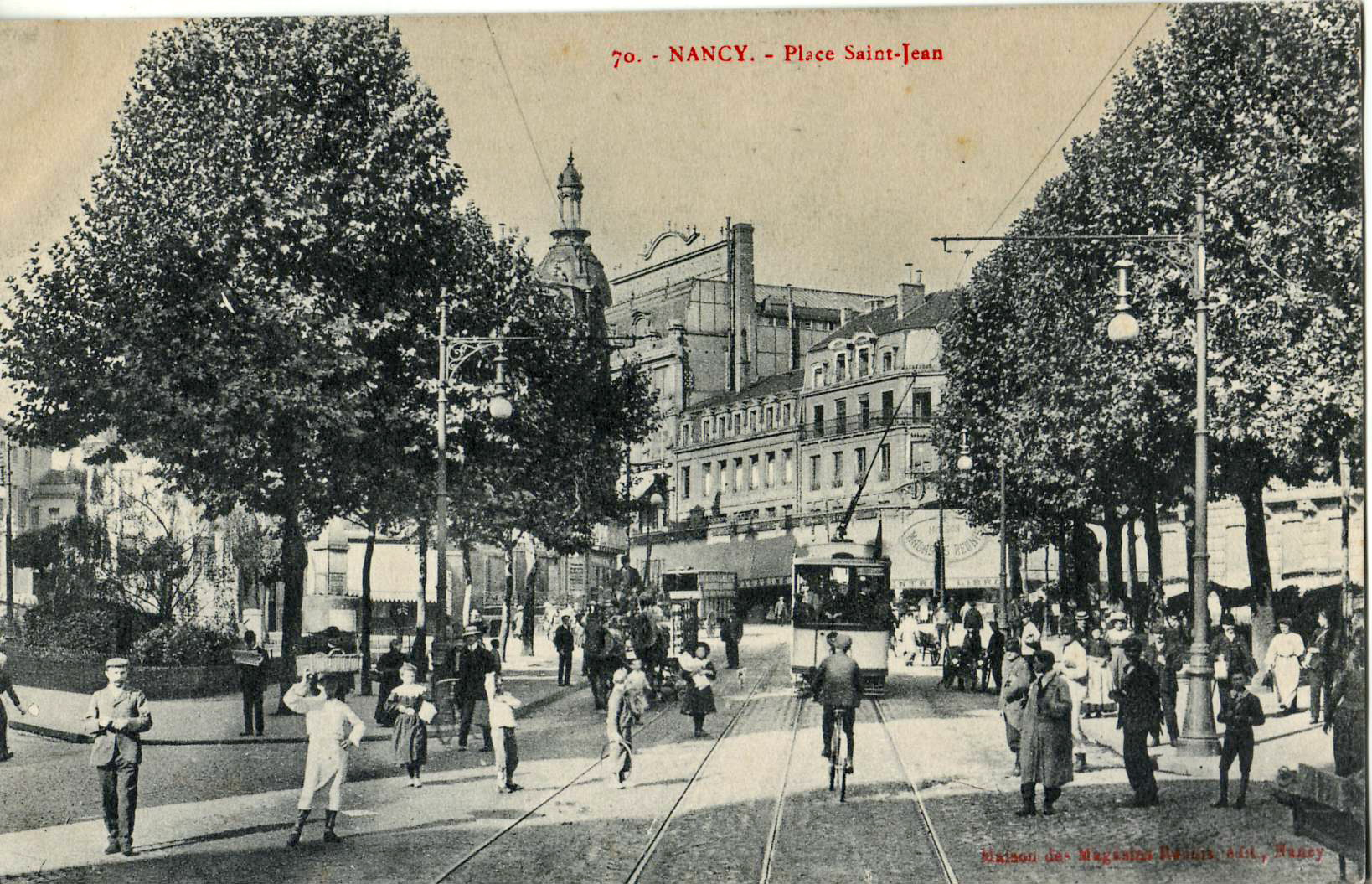
La rue Saint-Jean à la même époque.

En 1912, le réseau bat des records de fréquentation, avec 16,725 millions de voyageurs sur le réseau urbain, et plus d'un million de voyageurs sur le réseau suburbain.
Le réseau sera toutefois profondément affecté par la Première Guerre mondiale. Les difficultés économiques causeront notamment l'arrêt de l'exploitation des tramways suburbains en 1914. Le trafic ne reprendra qu'en 1919, lorsque la CGFT reçoit en affermage l'exploitation des deux lignes du réseau de l'ex-Compagnie des tramways suburbains.
Ces deux lignes sont intégrées au réseau de la CGFT et sont numérotées:
- 12 : Nancy (Marché) —  Dombasle-sur-Meurthe, (16 km) ;
- 14 : Nancy (Marché) — Neuves-Maisons — Pont-Saint-Vincent, (13 km).

Le réseau atteint son apogée en 1925, avec douze lignes totalisant 92 km de longueur.

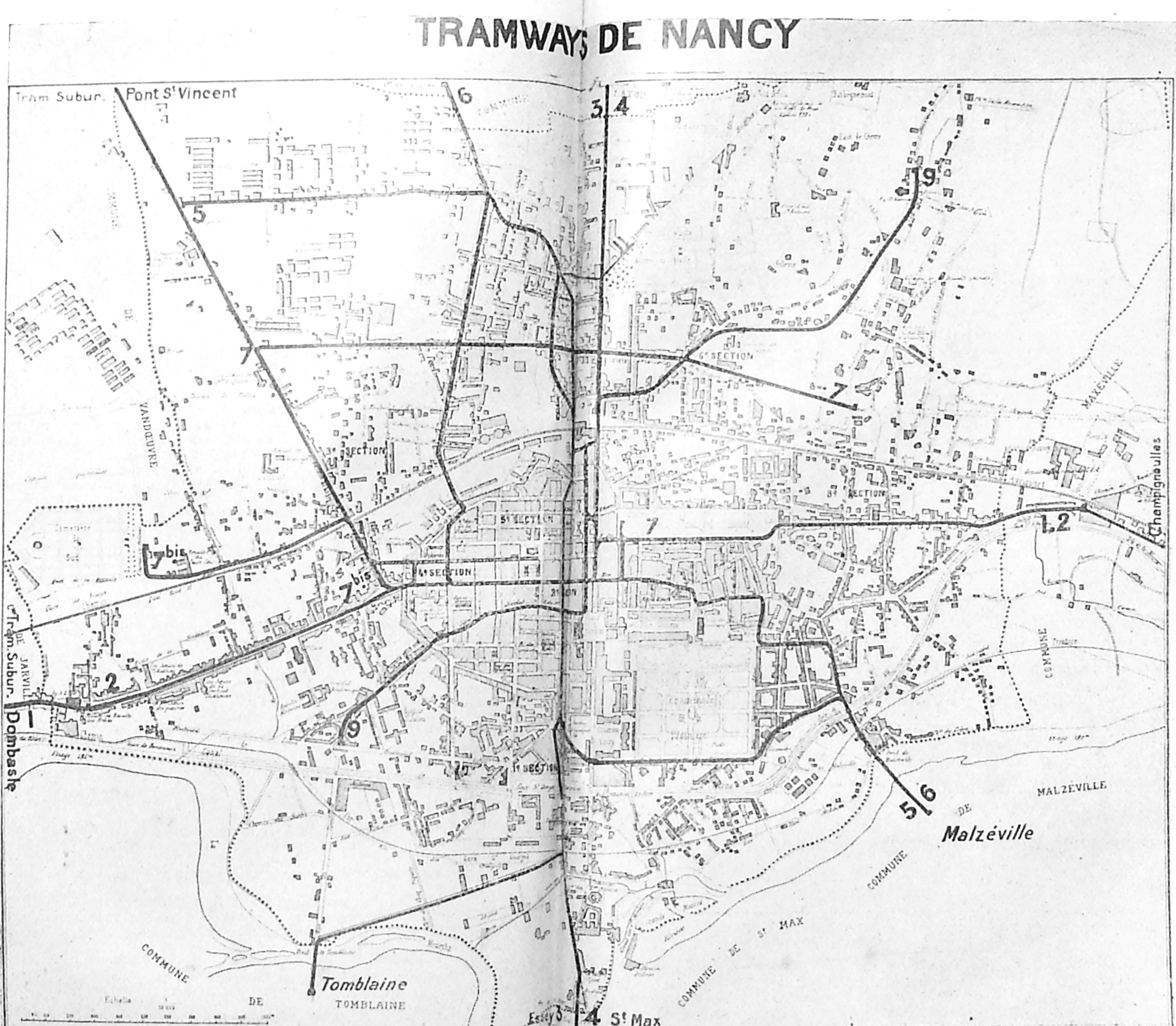
Plan du réseau en 1928.

### Évolution du réseau de tramway (1935-1958)
L'extension de la ville et le développement de la circulation automobile portent cependant atteinte à la toute-puissance du tramway. Les critiques se développent : l'infrastructure du réseau est encombrante, il ne dessert pas les quartiers des collines périphériques, sa fréquentation est en baisse, le public préférant la voiture individuelle.
Le 9 juillet 1935, un vœu de la Chambre de Commerce de Nancy montre que le remplacement du tramway par des autobus est déjà envisagé. Dès cette époque, les premiers autobus font leur apparition sur le réseau. Des services partiels d'autobus viennent compléter, voire se substituer à certaines lignes déficitaires (ligne 7, lignes de Maxeville et de Malzéville).
De plus, à partir de 1935, un long conflit opposera la CGFT et la ville de Nancy. Cette dernière ne veut plus combler le déficit de la compagnie concessionnaire (alors qu'elle y est contractuellement obligée) tant que la compagnie n'acceptera pas de comprimer ses frais généraux et ne subira pas un contrôle financier de la municipalité.
En 1936, il ne reste que six lignes urbaines et trois lignes suburbaines :
- 1 : Jarville — Point Central — Maxéville
- 3 : Laxou — Gare — Essey
- 4 : Sergent Blandan — Gare — Point Central — Pont de Malzéville
- 6 : Villers — St Joseph — Point Central — Trois Maisons
- 7 : Marché — Vélodrome
- 9 : Place Loritz — Gentilly
- 10 : Nancy (Place Carnot) —  Maxéville — Champigneulles — Pompey
- 12 : Nancy (Marché) —  Dombasle-sur-Meurthe
- 14 : Nancy (Marché) — Neuves-Maisons — Pont-Saint-Vincent.

La Seconde Guerre mondiale laissera la situation en statu quo pendant quelque temps. À l'issue du conflit, faute d'investissements, le réseau de tramway est dans un état de délabrement avancé. La CGFT décide d'abandonner le tramway au profit de l'autobus. Leur remplacement débute en 1948 et sera progressif jusqu'à leur disparition définitive dix ans plus tard.

### La Régie mixte des transports en commun de Nancy

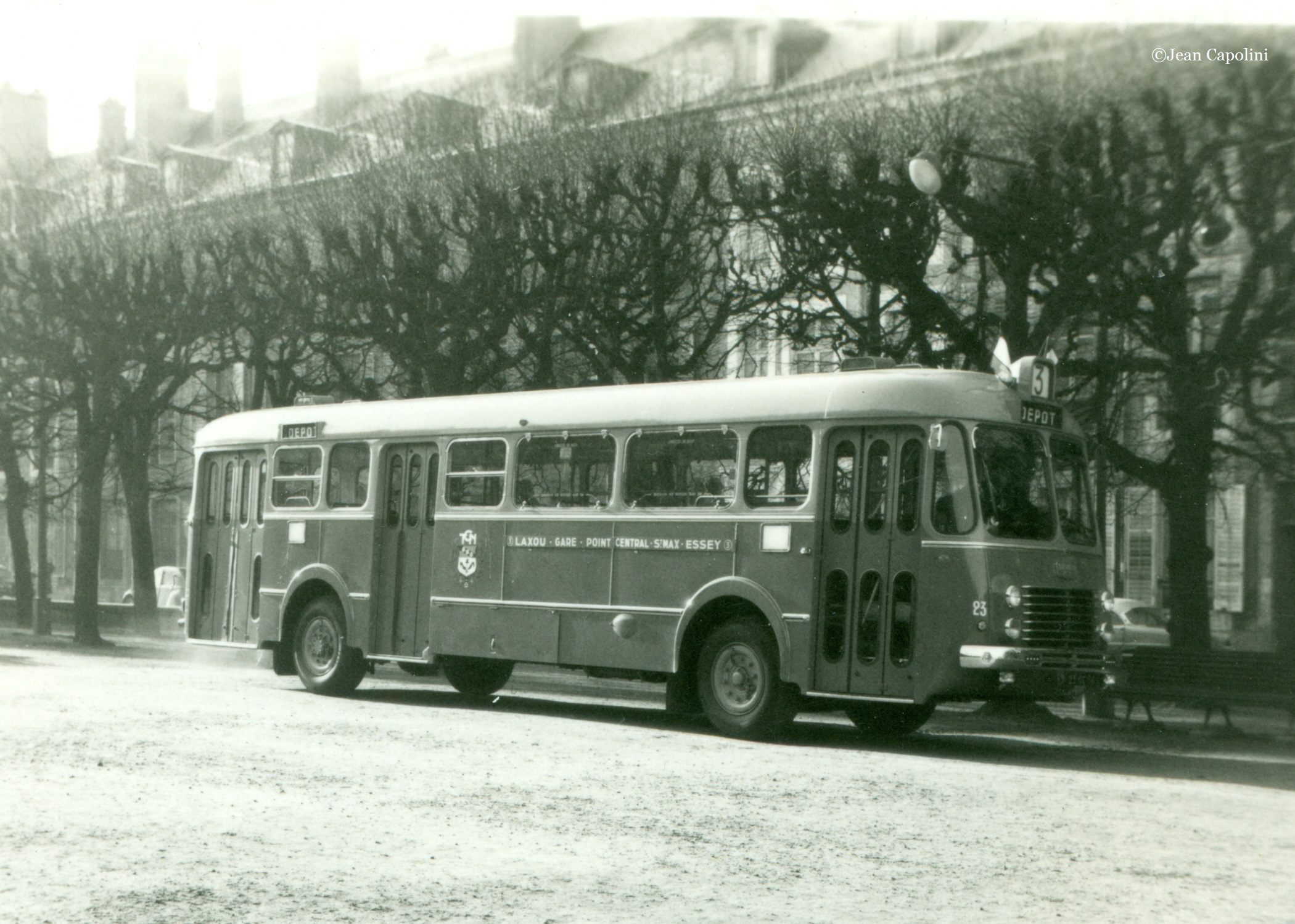
Autobus Renault R4231 en décembre 1958 remplaçant les tramways de la ligne 3.

En 1949, des négociations reprennent entre la CGFT et la ville de Nancy, afin d'apurer les comptes passés et de résilier l'ancien contrat. Une nouvelle convention est enfin passée en 1953, et la Régie mixte des transports en commun de Nancy est créée. La régie se substitue à la CGFT, devenue entretemps la Compagnie générale française de transports et d'entreprises (CGFTE). Son objectif est de remplacer les tramways.
En 1949, les lignes suburbaines 10 et 12 sont supprimées. La ligne 14, dernière ligne suburbaine, ferme à son tour en 1952.
En 1951, c'est au tour des lignes 1, 6 et 9 du réseau urbain d'être supprimées.
Le 2 décembre 1958, le réseau disparaît définitivement, avec la fermeture de la ligne 3 Laxou — Essey.

## Lignes
En 1925, le réseau compte douze lignes totalisant 92 km de longueur :
- réseau urbain :
  - 1 : Jarville — Point Central — Maxéville
  - 3 : Laxou — Gare — Point Central — Essey
  - 5 : Sergent Blandan — Gare — Point Central — Pont de Malzéville
  - 6 : Villers — St Joseph — Point Central — Trois Maisons — Malzéville
  - 7 : Marché — Jeanne d'Arc — Albert 1er — Trois Maisons — Marché (ligne circulaire)
  - 9 : Place Loritz — Gentilly
  - C : Mareville — Cathédrale
  - M : Marché — Le Montet
  - S : Marché — Cimetière-Sud
- réseau suburbain :
  - 10 : Nancy (Place Carnot) —  Maxéville — Champigneulles — Pompey
  - 12 : Nancy (Marché) —  Dombasle-sur-Meurthe
  - 14 : Nancy (Marché) — Neuves-Maisons — Pont-Saint-Vincent.

## Infrastructure

### Voie et tracés
La voie  est construite à l'écartement normal.
Les lignes franchissent le canal de la Marne au Rhin en deux points :
- par le pont du port Sainte-Catherine vers Essey ;
- par le pont de Malzéville.

En mars 2024, à la suite de travaux de voirie à Varangéville, des coupons de rails ont été découverts sous la chaussée.

### Alimentation électrique
L'alimentation électrique est assurée par une ligne aérienne sur l'essentiel du réseau. Seul un court tronçon entre la Place Stanislas et la basilique Saint-Epvre est dépourvu d'alimentation, dans un souci d'esthétique. Cette ligne est parcourue par des motrices spécialement équipées de batteries d'accumulateurs électriques. La traction par accumulateurs sera abandonnée en 1912, date à laquelle ce tronçon de ligne a été dévié par la rue Lafayette.

### Dépôts
Le principal dépôt du réseau se trouvait à Nancy, dans le quartier de Préville, à côté de l'actuel cimetière. Ce dépôt comportait l'atelier dans lequel était révisé et entretenu le matériel roulant. L'accès à ce dépôt se faisait grâce à une voie de service reliant la place de la Commanderie à l'avenue de France.
Le réseau comportait également deux dépôts secondaires, l'un à Champigneulles et l'autre,  dit « de la Neuveville », hérité de l'ex-Compagnie des tramways suburbains.

## Matériel roulant

### Réseau urbain

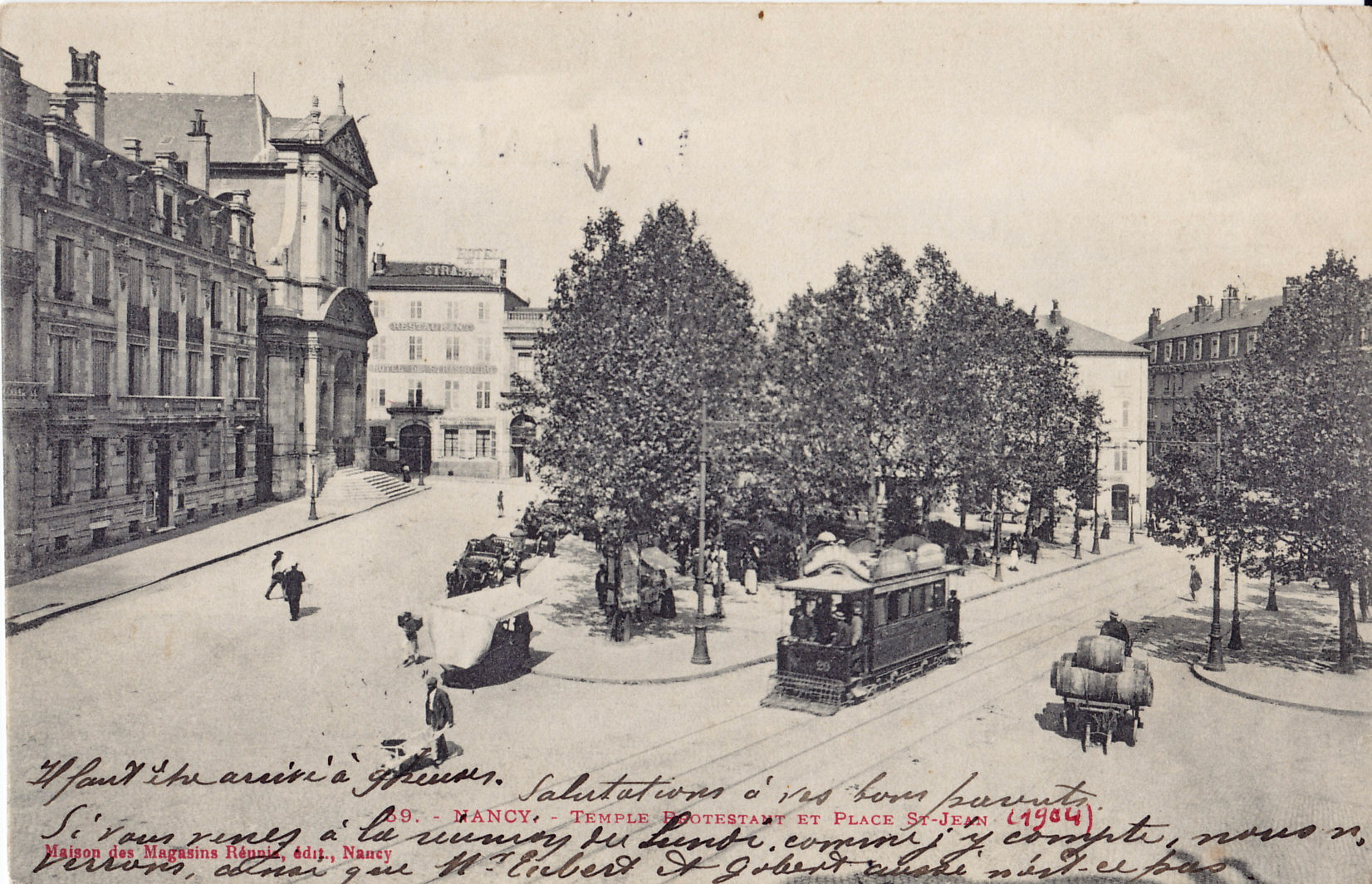
Motrice type CGFT, place Saint-Jean.

Motrices à deux essieux type CGFT : 
Ces motrices ont été livrées dès l'origine de l'électrification et modernisées en 1920
- 84 unités de deux types différents
- Longueur : 7,71 m et 9 m
- Largeur : 2 m
- Masse à vide : 10 t
- Puissance: 2 fois 25 ch et 2 x 50 ch pour dix motrices
- Capacité de transport : (21/28) 49 personnes

Remorques à deux essieux fermées à accès par plate-forme centrale
- 28 unités
- Longueur : 8,9 m
- Largeur : 2 m
- Masse à vide : 4,4 t
- Capacité de transport : (26/25) 49 personnes

Remorques à deux essieux fermées à accès par plate-forme extrêmes ouvertes
- 12 unités

Remorques à deux essieux ouvertes à accès par les côtés (type « baladeuses »)

### Réseau suburbain
Motrices à bogie, type Nivelles
Ces motrices ont été livrées en 1924 pour les lignes suburbaines
- 6 unités : N° 101 à 104

Motrices à bogies, type SATRAMO
Ces motrices ont été livrées en 1933 pour les lignes suburbaines
- 5 unités : N° 111 à 115
- Puissance : 4 fois 50 ch

Motrices à bogies, type « Nancy »
Ces motrices ont été construites en 1934 dans les ateliers de Préville à partir d'anciennes motrices Nivelles
- 2 unités : N° 121 à 122